# Abu Faradż
Abu Faradż (arab. أبو فرج) – wieś w Syrii, w muhafazie Hama. W 2004 roku liczyła 834 mieszkańców.